# Georgina Ríos de Nestares
Coqui Georgina Ríos de Nestares (Cusco, 25 de agosto de 1945) es una profesora y política peruana. Entre 1999 y 2002 fue alcaldesa provincial de Yauli y, entre 2015 y 2018, consejera regional de Junín.
Nació en el Cusco, Perú, el 25 de agosto de 1945, hijo de Arístides Ríos Aquillar y Melchora Quintanilla Coronado. Cursó sus estudios primarios y secundarios en la ciudad de Lima y, entre 1967 y 1970, estudios técnicos de bellas artes en la Escuela Superior Normal Diego Quispe Tito de la ciudad de Cusco.
Su primera participación política fue en las elecciones municipales de 1993 cuando tentó la alcaldía de la provincia de Yauli. Repitió ese intento en las elecciones de 1995 y de 1998. Estas últimas fueron anuladas por el Jurado Nacional de Elecciones y, en las elecciones municipales complementarias de 1999 fue elegida por el movimiento fujimorista Vamos Vecino. Tentó su reelección sin éxito en las elecciones del 2002 y del 2006. Participó en las elecciones regionales del 2014 como candidata a consejera regional de Junín por el Movimiento Junín sostenible con su Gente obteniendo la representación por la provincia de Yauli.